# Hermann Kegel

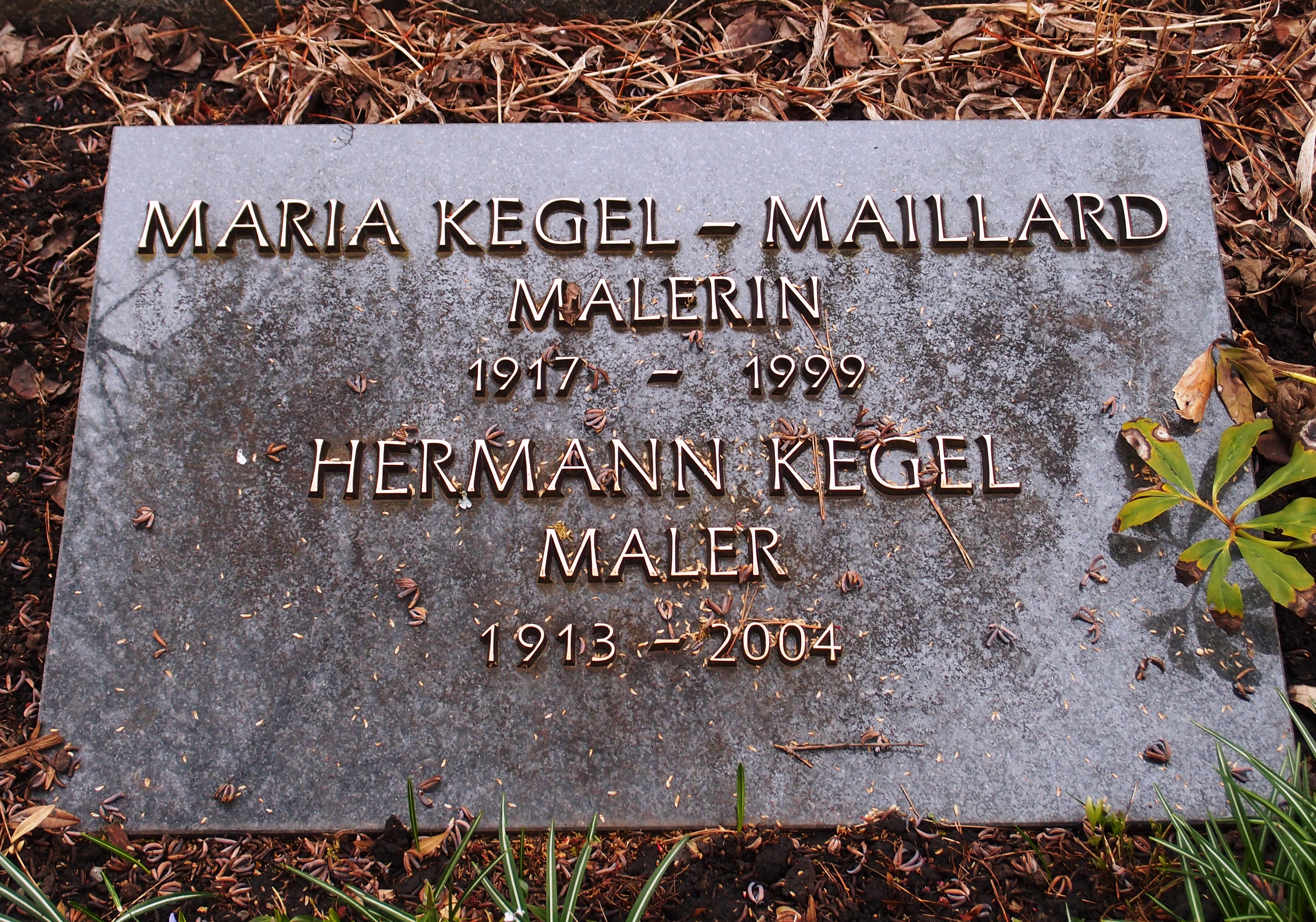
Grab von Hermann Kegel und Maria Kegel-Maillard auf dem Alten Friedhof in Meersburg am Bodensee

Hermann Kegel (* 8. Juli 1913 in München; † 3. November 2004 in Wangen (Allgäu)) war ein deutscher Maler und Kunstpädagoge.

## Leben und Werk
Nach einer Kindheit in Wedel bei Hamburg studierte Kegel 1939 bis 1941 an der Hochschule für Bildende Künste in Berlin.
Nach 1945 siedelte er nach Meersburg am Bodensee über. Kegel war 30 Jahre bis zur Pensionierung 1978 als Kunstpädagoge und Kunsterzieher an der Privatschule Schloss Salem tätig und ließ sich anschließend als freischaffender Künstler in Meersburg nieder.
Kegel war mit der Malerin Maria Kegel-Maillard verheiratet, die zeitweise ebenfalls am Schloss Salem unterrichtete. Die in Meersburg ansässige Malerin Christiane Kegel (geb. 1946) ist eine gemeinsame Tochter.

## Bilder
Einige seiner Bilder sind im Verzeichnis, das seine Tochter angelegt hat, abgebildet. Seine Bilder werden auch auf Auktionen geführt. Außerdem:
- Blick auf die Meersburg.[3]

## Ausstellungen
- Hermann Kegel, Maria Kegel-Maillard, Christiane Kegel: Ölbilder, Zeichnungen, Pastelle, Aquarelle, Grafik: Ausstellung im Kunstverein Konstanz, 17. März – 21. April 1974
- Hermann Kegel zum 80. Geburtstag, Ausstellung in der Galerie „Fauler Pelz“ in Überlingen, 1993
- Hermann Kegel zum 90. Geburtstag, Ausstellung im Internat Schloss Salem, 2003